# Rejon kusznarienkowski
Rejon kusznarienkowski (ros. Кушнаренковский район) - jeden z 54 rejonów w Baszkirii. Stolicą regionu jest Kusznarienkowo.
100% populacji stanowi ludność wiejska, ponieważ w regionie nie ma żadnego miasta.